# Stazione meteorologica di Santa Maria di Leuca
La stazione meteorologica di Santa Maria di Leuca è la stazione meteorologica di riferimento per il servizio meteorologico dell'Aeronautica Militare e per l'Organizzazione Mondiale della Meteorologia, relativa alla località costiera di Santa Maria di Leuca.

## Caratteristiche
La stazione meteorologica si trova nell'Italia meridionale, in provincia di Lecce, nel comune di Castrignano del Capo, a 112 metri s.l.m. e alle coordinate geografiche 39°48′41.57″N 18°20′32.43″E.
Oltre a rilevare i dati relativi a temperatura, precipitazioni, pressione atmosferica, umidità relativa, eliofania, direzione e velocità del vento, la stazione è collegata ad una boa situata nel punto in cui l'antistante Mare Jonio settentrionale volge verso il Mare Adriatico meridionale, grazie alla quale è possibile osservare lo stato del mare, l'altezza dell'onda marina, la direzione dell'onda stessa, oltre alla lunghezza e all'altezza dell'onda morta (onda non più soggetta all'azione diretta del vento).

## Medie climatiche ufficiali

### Dati climatologici 1971-2000
In base alle medie climatiche del periodo 1971-2000, la temperatura media del mese più freddo, febbraio, è di +10,0 °C, mentre quella del mese più caldo, agosto, è di +25,3 °C; mediamente si contano zero giorni di gelo all'anno e 20 giorni con temperatura massima uguale o superiore ai +30 °C. I valori estremi di temperatura registrati nel medesimo trentennio sono i -2,8 °C del gennaio 1979 e i +39,6 °C del luglio 1988.
Le precipitazioni medie annue si attestano a 563 mm, mediamente distribuite in 61 giorni di pioggia, con minimo in estate e picco massimo in  autunno-inverno.
L'umidità relativa media annua fa registrare il valore di 75,7 % con minimo di 69 % a luglio e massimo di 80 % a novembre; mediamente si contano 9 giorni di nebbia all'anno.
Di seguito è riportata la tabella con le medie climatiche e i valori massimi e minimi assoluti registrati nel trantennio 1971-2000 e pubblicati nell'Atlante Climatico d'Italia del Servizio Meteorologico dell'Aeronautica Militare relativo al medesimo trentennio.
| Santa Maria di Leuca (1971-2000) | Mesi        | Mesi        | Mesi        | Mesi        | Mesi        | Mesi        | Mesi        | Mesi        | Mesi        | Mesi        | Mesi        | Mesi        | Stagioni | Stagioni | Stagioni | Stagioni | Anno  |
| Santa Maria di Leuca (1971-2000) | Gen         | Feb         | Mar         | Apr         | Mag         | Giu         | Lug         | Ago         | Set         | Ott         | Nov         | Dic         | Inv      | Pri      | Est      | Aut      | Anno  |
| -------------------------------- | ----------- | ----------- | ----------- | ----------- | ----------- | ----------- | ----------- | ----------- | ----------- | ----------- | ----------- | ----------- | -------- | -------- | -------- | -------- | ----- |
| T. max. media (°C)               | 12,5        | 12,5        | 13,9        | 16,4        | 21,1        | 25,2        | 28,4        | 28,7        | 25,1        | 21,0        | 16,7        | 13,7        | 12,9     | 17,1     | 27,4     | 20,9     | 19,6  |
| T. min. media (°C)               | 7,7         | 7,4         | 8,8         | 11,2        | 15,1        | 18,9        | 21,4        | 21,9        | 19,1        | 15,6        | 11,7        | 9,0         | 8,0      | 11,7     | 20,7     | 15,5     | 14,0  |
| T. max. assoluta (°C)            | 19,0 (1990) | 18,2 (1998) | 21,4 (1977) | 26,6 (2000) | 30,4 (1985) | 35,0 (1982) | 39,6 (1988) | 38,4 (2000) | 34,2 (1987) | 28,8 (1981) | 22,8 (1990) | 19,2 (1977) | 19,2     | 30,4     | 39,6     | 34,2     | 39,6  |
| T. min. assoluta (°C)            | −2,8 (1979) | −1,0 (1993) | −2,0 (1987) | 3,8 (1995)  | 7,6 (1972)  | 10,8 (1975) | 15,0 (1981) | 14,6 (1978) | 12,0 (1971) | 5,8 (1971)  | 2,0 (1973)  | −2,2 (1991) | −2,8     | −2,0     | 10,8     | 2,0      | −2,8  |
| Giorni di calura (Tmax ≥ 30 °C)  | 0           | 0           | 0           | 0           | 0           | 1           | 9           | 10          | 0           | 0           | 0           | 0           | 0        | 0        | 20       | 0        | 20    |
| Giorni di gelo (Tmin ≤ 0 °C)     | 0           | 0           | 0           | 0           | 0           | 0           | 0           | 0           | 0           | 0           | 0           | 0           | 0        | 0        | 0        | 0        | 0     |
| Precipitazioni (mm)              | 63,4        | 59,7        | 50,2        | 33,4        | 23,1        | 13,1        | 12,8        | 22,9        | 38,0        | 82,2        | 90,2        | 74,2        | 197,3    | 106,7    | 48,8     | 210,4    | 563,2 |
| Giorni di pioggia                | 7           | 8           | 6           | 5           | 3           | 2           | 2           | 2           | 4           | 6           | 8           | 8           | 23       | 14       | 6        | 18       | 61    |
| Giorni di nebbia                 | 1           | 1           | 1           | 1           | 1           | 1           | 0           | 0           | 0           | 1           | 1           | 1           | 3        | 3        | 1        | 2        | 9     |
| Umidità relativa media (%)       | 79          | 77          | 77          | 77          | 74          | 72          | 69          | 72          | 75          | 78          | 80          | 78          | 78       | 76       | 71       | 77,7     | 75,7  |

### Dati climatologici 1961-1990
In base alle medie di riferimento trentennale (1961-1990), la temperatura media del mese più freddo, gennaio, si attesta a +9,9 °C, mentre quella del mese più caldo, agosto, è di +25,0 °C. Nel trentennio esaminato, la temperatura minima assoluta ha toccato i -5,0 °C nel gennaio 1968 mentre la massima assoluta ha raggiunto i +39,6 °C nel luglio 1988, superando il precedente record di +39,0 °C registrato nell'agosto 1957 e nell'agosto 1963.
La nuvolosità media annua si attesta a 3,4 okta, con minimo di 1,2 okta a luglio e massimo di 4,6 okta a febbraio.
Le precipitazioni medie annue superano di poco i 600 mm, con un marcato minimo in primavera ed estate ed un picco in autunno-inverno.
L'umidità relativa media annua fa registrare il valore di 76,2 % con minimo di 69 % a luglio e massimi di 79 % ad ottobre, a novembre e a dicembre.
| Santa Maria di Leuca (1961-1990) | Mesi        | Mesi        | Mesi        | Mesi        | Mesi        | Mesi        | Mesi        | Mesi        | Mesi        | Mesi        | Mesi        | Mesi        | Stagioni | Stagioni | Stagioni | Stagioni | Anno  |
| Santa Maria di Leuca (1961-1990) | Gen         | Feb         | Mar         | Apr         | Mag         | Giu         | Lug         | Ago         | Set         | Ott         | Nov         | Dic         | Inv      | Pri      | Est      | Aut      | Anno  |
| -------------------------------- | ----------- | ----------- | ----------- | ----------- | ----------- | ----------- | ----------- | ----------- | ----------- | ----------- | ----------- | ----------- | -------- | -------- | -------- | -------- | ----- |
| T. max. media (°C)               | 12,3        | 12,5        | 14,1        | 16,8        | 21,1        | 25,1        | 28,4        | 28,5        | 25,4        | 21,2        | 17,0        | 13,8        | 12,9     | 17,3     | 27,3     | 21,2     | 19,7  |
| T. min. media (°C)               | 7,5         | 7,6         | 8,9         | 11,3        | 14,9        | 18,6        | 21,3        | 21,5        | 19,2        | 15,6        | 12,1        | 9,0         | 8,0      | 11,7     | 20,5     | 15,6     | 14,0  |
| T. max. assoluta (°C)            | 19,0 (1990) | 19,0 (1966) | 21,5 (1961) | 25,8 (1961) | 30,4 (1985) | 35,0 (1982) | 39,6 (1988) | 39,0 (1963) | 34,2 (1987) | 28,8 (1981) | 22,8 (1990) | 19,6 (1963) | 19,6     | 30,4     | 39,6     | 34,2     | 39,6  |
| T. min. assoluta (°C)            | −5,0 (1968) | −2,0 (1965) | −2,0 (1987) | 5,2 (1966)  | 7,6 (1972)  | 10,8 (1975) | 15,0 (1981) | 14,6 (1978) | 11,2 (1964) | 5,8 (1971)  | 2,0 (1973)  | −0,4 (1961) | −5,0     | −2,0     | 10,8     | 2,0      | −5,0  |
| Nuvolosità (okta al giorno)      | 4,5         | 4,6         | 4,4         | 4,1         | 3,4         | 2,4         | 1,2         | 1,6         | 2,5         | 3,5         | 4,1         | 4,4         | 4,5      | 4,0      | 1,7      | 3,4      | 3,4   |
| Precipitazioni (mm)              | 72,6        | 60,2        | 63,6        | 29,2        | 19,3        | 18,4        | 17,0        | 21,8        | 40,4        | 96,5        | 90,1        | 86,2        | 219,0    | 112,1    | 57,2     | 227,0    | 615,3 |
| Giorni di pioggia                | 8           | 8           | 7           | 5           | 3           | 2           | 2           | 2           | 4           | 6           | 8           | 9           | 25       | 15       | 6        | 18       | 64    |
| Umidità relativa media (%)       | 78          | 77          | 78          | 78          | 76          | 74          | 69          | 72          | 75          | 79          | 79          | 79          | 78       | 77,3     | 71,7     | 77,7     | 76,2  |

### Dati climatologici 1951-1980
In base alle medie di riferimento trentennale 1951-1980, la temperatura media del mese più freddo, gennaio, si attesta a +9,8 °C, mentre quella del mese più caldo, agosto, è di circa +25,2 °C.
Nel trentennio esaminato, la temperatura minima assoluta ha toccato i -5,0 °C nel gennaio 1968 mentre la massima assoluta ha raggiunto i +39,0 °C nell'agosto 1957 e nell'agosto 1963.
| Santa Maria di Leuca (1951-1980) | Mesi        | Mesi        | Mesi        | Mesi        | Mesi        | Mesi        | Mesi        | Mesi        | Mesi        | Mesi        | Mesi        | Mesi        | Stagioni | Stagioni | Stagioni | Stagioni | Anno |
| Santa Maria di Leuca (1951-1980) | Gen         | Feb         | Mar         | Apr         | Mag         | Giu         | Lug         | Ago         | Set         | Ott         | Nov         | Dic         | Inv      | Pri      | Est      | Aut      | Anno |
| -------------------------------- | ----------- | ----------- | ----------- | ----------- | ----------- | ----------- | ----------- | ----------- | ----------- | ----------- | ----------- | ----------- | -------- | -------- | -------- | -------- | ---- |
| T. max. media (°C)               | 12,3        | 12,7        | 14,2        | 16,9        | 21,3        | 25,6        | 28,6        | 28,9        | 25,6        | 21,1        | 17,1        | 13,9        | 13,0     | 17,5     | 27,7     | 21,3     | 19,8 |
| T. min. media (°C)               | 7,3         | 7,6         | 8,7         | 11,0        | 14,5        | 18,5        | 21,0        | 21,4        | 18,9        | 15,2        | 12,0        | 9,0         | 8,0      | 11,4     | 20,3     | 15,4     | 13,8 |
| T. max. assoluta (°C)            | 18,6 (1955) | 19,6 (1955) | 21,8 (1957) | 25,8 (1961) | 31,6 (1958) | 36,4 (1952) | 37,4 (1953) | 39,0 (1957) | 33,5 (1956) | 30,2 (1953) | 22,6 (1955) | 20,4 (1955) | 20,4     | 31,6     | 39,0     | 33,5     | 39,0 |
| T. min. assoluta (°C)            | −5,0 (1968) | −2,0 (1965) | −2,0 (1956) | 1,2 (1956)  | 6,8 (1957)  | 10,8 (1975) | 15,2 (1972) | 14,0 (1957) | 11,2 (1964) | 5,8 (1971)  | 2,0 (1973)  | −3,0 (1957) | −5,0     | −2,0     | 10,8     | 2,0      | −5,0 |

### Dati climatologici 1931-1960
In base alle medie climatiche 1931-1960, la temperatura media del mese più freddo, gennaio, è di +9,6 °C (contro i +9,9 °C della media 1961-1990) mentre quella del mese più caldo, agosto, si attesta a +25,7 °C (contro i +25,0 °C della media 1961-1990); la temperatura media annua fa registrare il valore di +17,0 °C (contro i +16,9 °C della media 1961-1990).
| Santa Maria di Leuca (1931-1960) | Mesi | Mesi | Mesi | Mesi | Mesi | Mesi | Mesi | Mesi | Mesi | Mesi | Mesi | Mesi | Stagioni | Stagioni | Stagioni | Stagioni | Anno |
| Santa Maria di Leuca (1931-1960) | Gen  | Feb  | Mar  | Apr  | Mag  | Giu  | Lug  | Ago  | Set  | Ott  | Nov  | Dic  | Inv      | Pri      | Est      | Aut      | Anno |
| -------------------------------- | ---- | ---- | ---- | ---- | ---- | ---- | ---- | ---- | ---- | ---- | ---- | ---- | -------- | -------- | -------- | -------- | ---- |
| T. max. media (°C)               | 12,2 | 13,0 | 14,6 | 17,8 | 22,1 | 26,8 | 29,8 | 29,9 | 26,8 | 21,4 | 17,0 | 13,7 | 13,0     | 18,2     | 28,8     | 21,7     | 20,4 |
| T. min. media (°C)               | 7,0  | 7,4  | 8,2  | 11,0 | 14,4 | 18,0 | 21,4 | 21,4 | 18,9 | 15,0 | 11,5 | 8,5  | 7,6      | 11,2     | 20,3     | 15,1     | 13,6 |
| Giorni di gelo (Tmin ≤ 0 °C)     | 0    | 0    | 0    | 0    | 0    | 0    | 0    | 0    | 0    | 0    | 0    | 0    | 0        | 0        | 0        | 0        | 0    |

## Valori estremi

### Temperature estreme mensili dal 1946 ad oggi
Nella tabella sottostante sono riportati i valori delle temperature estreme mensili dal 1946 ad oggi, con il relativo anno in cui sono state registrate. Nel periodo esaminato, la temperatura minima assoluta ha toccato i -5,0 °C nel gennaio 1968 mentre la massima assoluta ha raggiunto i +39,6 °C nel luglio 1988.
| Santa Maria di Leuca (1946-2022) | Mesi        | Mesi        | Mesi        | Mesi        | Mesi        | Mesi        | Mesi        | Mesi        | Mesi        | Mesi        | Mesi        | Mesi        | Stagioni | Stagioni | Stagioni | Stagioni | Anno |
| Santa Maria di Leuca (1946-2022) | Gen         | Feb         | Mar         | Apr         | Mag         | Giu         | Lug         | Ago         | Set         | Ott         | Nov         | Dic         | Inv      | Pri      | Est      | Aut      | Anno |
| -------------------------------- | ----------- | ----------- | ----------- | ----------- | ----------- | ----------- | ----------- | ----------- | ----------- | ----------- | ----------- | ----------- | -------- | -------- | -------- | -------- | ---- |
| T. max. assoluta (°C)            | 20,2 (2007) | 19,6 (1955) | 21,8 (1957) | 27,0 (1947) | 31,6 (1958) | 36,4 (1952) | 39,6 (1988) | 39,0 (1957) | 39,0 (1946) | 30,2 (1953) | 23,0 (2008) | 20,4 (1955) | 20,4     | 31,6     | 39,6     | 39,0     | 39,6 |
| T. min. assoluta (°C)            | −5,0 (1968) | −2,0 (1965) | −2,0 (1956) | 0,0 (2003)  | 6,8 (1957)  | 10,8 (1975) | 15,0 (1981) | 14,0 (1957) | 11,2 (1964) | 5,8 (1971)  | 2,0 (1973)  | −3,0 (1957) | −5,0     | −2,0     | 10,8     | 2,0      | −5,0 |